# Анашино
Анашино — деревня в Островском районе Псковской области. Входит в состав Воронцовской волости.
Расположена в 23 км к востоку от центра города Остров и в 3 км к западу от волостного центра, села Воронцово.
Численность населения деревни по состоянию на 2000 год составляла 20 жителей.